# Adam Moffat
Adam John William Moffat (Glasgow, 15 maggio 1986) è un ex calciatore scozzese, di ruolo centrocampista.

## Palmarès

### Club
- MLS Supporters' Shield: 2

Columbus Crew: 2008, 2009
- Campionato MLS: 1

Columbus Crew: 2008
- Campionato NASL II: 1

New York Cosmos: 2016